# Ernestini
Gli Ernestini (in tedesco Ernste) furono una stirpe aristocratica franca, particolarmente importante in Baviera nel IX secolo. Il membro più noto della stirpe fu il Grenzgraf (conte di confine) Ernesto († 865), che fu il più importante aristocratico della Baviera dopo il re. La sua caduta, a seguito di una cospirazione, provocò la caduta della sua stirpe. Tuttavia, furono in grado di mantenere i loro possedimenti nel Sualafeldgau. Gli Ernestini sono attestati per l'ultima volta all'inizio del XI secolo.

## Albero genealogico
1. Ernesto ∞ Wartrun[2].
  1. Ernesto I († 865), Grenzgraf (conte di confine) del Nordgau bavarese;
    1. Ernesto II († dopo l'899), attestato nell'857, conte di Sualafeld;
      1. Ernesto III;
        1. Ernesto IV;
          1. Ernesto V († intorno al 1007);
          2. Arduico (Hartwig)  († intorno al 1005), Vogt dell'abbazia di Sant'Emmerano;
          3. Guntpert († intorno al 1005);
          4. Richwara († 8 luglio 994) ∞ Leopoldo I, margravio d'Austria (940-10 luglio 994) (Babenberg).

        2. Arduico (Hartwig) († intorno al 972), conte.

      2. Arduico (Hartwig), conte, (⚔ 4 luglio 907 nella battaglia di Presburgo);
      3. Guntpolt (⚔ 4 luglio 907 nella battaglia di Presburgo);
      4. una figlia;∞ Enrico, conte di Babenberg, attestato fino al 934 (Popponidi).

    2. una figlia († dopo l'8 luglio 879) ∞ prima dell'861 Carlomanno, dall'876 re di Baviera (Carolingi);

  2. una figlia ∞ conte Gebardo di Lahngau (Corradinidi)[3].